# Brianna Blaze
Brianna Blaze (Akron, Ohio, 11 de octubre de 1984) es una actriz pornográfica estadounidense que apareció en más de cincuenta películas entre los años 2003 y 2005.
Nacida un jueves 11 de octubre de 1984 en Akron, estado de Ohio, Estados Unidos, esta preciosa mujer debutó en el mundo del porno con 18 años para comenzar una vertiginosa carrera que la llevó a filmar más de 30 títulos en poco más de un año.
Con unos hermosos ojos azules y un cuerpo perfecto, su forma de actuar hizo que sus compañeros del sector la apodaran con el calificativo de "El Coño Mágico" (The Magic Pussy, en inglés). Aunque pudo optar por cualquier rama del sector, decidió especializarse en escenas de cum swallowing, firmando títulos tan brillantes como No cum dodging allowed 2.
Actualmente Brianna está retirada del porno tras haber sido madre. No se sabe aún si decidirá volver algún día, pero mientras, suele trabajar como estríper en clubs cercanos a su ciudad natal.